# Українські весільні обряди
Українське весілля — це традиційна шлюбна церемонія в українській культурі, яка збереглася як в Україні, так і серед української діаспори. Традиційне українське весілля вирізняється багатством народної музики та співів, танців і візуального мистецтва, а також обрядами, що сягають дохристиянських часів. З часом давні язичницькі традиції й символи перейшли в християнські обряди.

## Традиційні весільні обряди

### Заручини
- Свято Івана Купала. Увечері напередодні свята Івана Купала (нині святкується 24 червня) селяни вирушали до лісу на пошуки квітки папороті — магічної і невловимої рослини, яка за повір'ям приносить велике багатство.[1] Неодружені дівчата, вбрані в українські вінки, першими заходили до лісу, а вже за ними йшли хлопці. Якщо пара поверталася з лісу, і в парубка на голові був дівочий вінок, це вважалося знаком того, що вони заручені.
- Викуп нареченої. Наречений повинен був прийти в батьківський дім нареченої і запропонувати викуп за неї. Дружки охороняли наречену від "викрадення" без викупу. Спершу сватач пропонував щось цінне, як правило — гроші або коштовності. Батьки нареченої виводили до нього жінку або чоловіка, одягнених як наречена і з покритим хусткою обличчям. Коли ж наречений усвідомлював, що це не його кохана, він вимагав справжню, а родина натомість просила більший викуп. Після узгодження викупу наречену нарешті "віддавали" нареченому. Якщо батьки молодої зустрічали парубка з гарбузом, це означало, що його сватання відхилили або сама дівчина, або її родина. Гарбуза йому давали, щоб він принаймні не вертався з порожніми руками.

- Благословення молодят. Це обрядове благословення нареченого й нареченої їхніми батьками. Зазвичай його проводили незадовго до весільної церемонії. Спочатку молодята виконували цей ритуал окремо у своїх домівках разом з батьками та дідусями й бабусями. Коли наречений після сплати викупу прибував до хати нареченої, вони проходили спільний обряд благословення перед обома родинами. Під час цього єднання сімей староста спершу просив батьків наречених сісти на лави. Їм на коліна клали довгий вишитий рушник, а кожному з учасників вручали шматок весільного короваю. Староста виголошував урочисту промову, до прикладу таку:«Ось стоять перед вами ваші діти — перед матір’ю й батьком, перед вуйками й кумами; хай може вони вас коли не слухали, та прошу я — простіть їх і благословіть.»Після цього всі присутні тричі повторювали: «Біг Святий» (Нехай Святий Бог прощає і благословляє вас). Молодята вклонялися батькам, цілували їм обличчя, руки й ноги. Благословення повторювалось тричі. Цей обряд символізував прощення всіх гріхів і отримання батьківського дозволу на шлюб.

### Церемонія

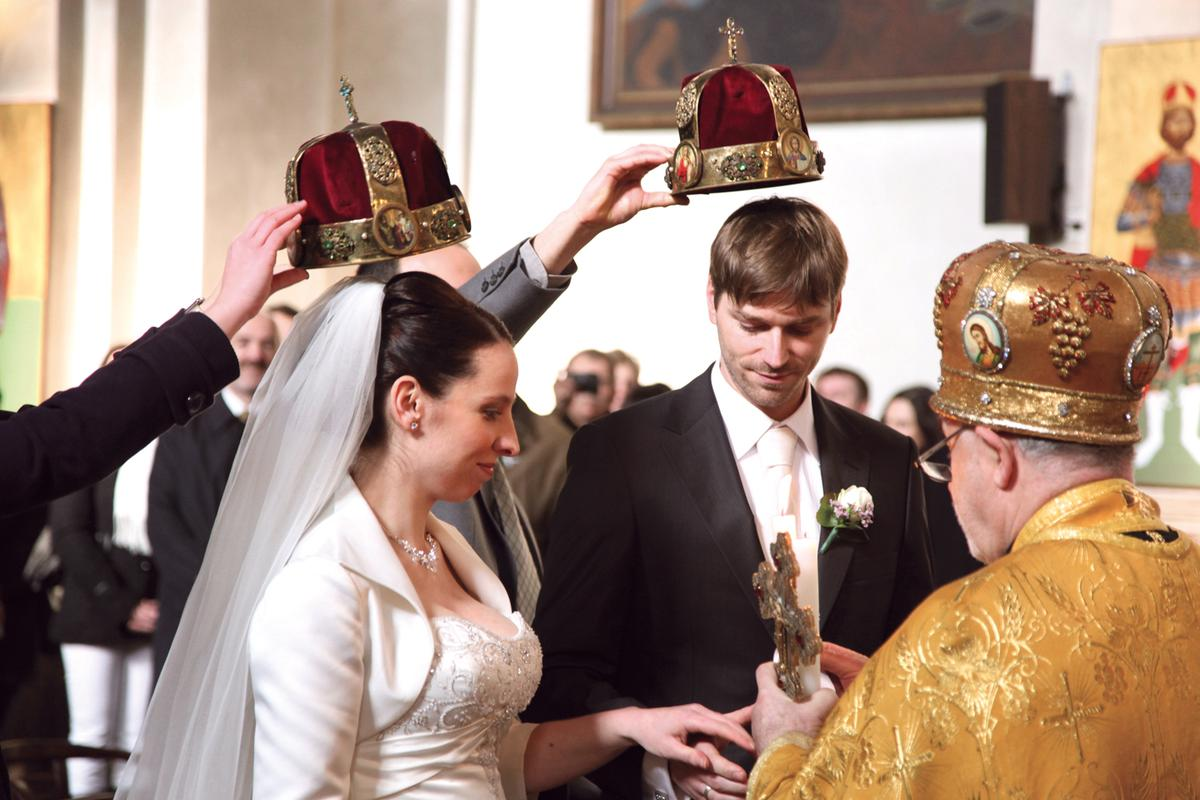
Сучасна церемонія вінчання в Східній православній церкві

Перед тим як дати шлюбну обітницю, молодята ставали на рушник. За народним повір’ям, той, хто першим ступить на вишите полотно, буде головою родини і матиме останнє слово у шлюбі.
Під час обряду вінчання в традиційному українському весіллі дівочий вінок нареченої знімали, а замість нього на голову одягали очіпок і намітку, що покривали волосся та символізували новий статус дівчини — тепер вона одружена жінка. Нареченому ж урочисто одягали капелюха на знак того, що він бере на себе роль і відповідальність господаря.

### Весілля
Весільні святкування могли тривати кілька днів, а іноді й тижнів. Вони супроводжувалися веселими танцями, співами, довгими промовами, а також щедрим застіллям, у якому брала участь уся громада.

### Особливості
- Рушник — це вишите українське обрядове полотно. Він має глибоке символічне значення, це однин з головних атрибутів весільного обряду. Рушники часто входили до посагу нареченої. На них нерідко вишивали пари птахів — символ гармонійного подружжя.[2]

- Свашки — жіночий хор, який супроводжував весільну церемонію. Їхні пісні — це не лише прикраса свята, а й форма благословення, настанов і навіть жартівливих застережень для молодят.

- Коровай — обрядовий весільний хліб з глибокою символікою. Традиційно це був великий круглий хліб, сплетений із пшеничного тіста та прикрашений різноманітними фігурками у вигляді сонця, місяця, пташок, тварин тощо.[3] Коровай дарували молодятам як благословення на довге й щасливе подружнє життя.
- Вінки з мирту або барвінку — традиційні головні прикраси нареченої. Вони символізують чистоту, вічність кохання, родинну злагоду й силу шлюбу.
- Хліб і сіль — традиційний український обряд гостинності. Молодят зустрічають із хлібом та сіллю як із побажанням добробуту, щедрості й благословення в новому житті.
- Зв’язування рук (Hand Fasting) — символічний ритуал єднання, під час якого руки нареченого й нареченої пов’язують рушником або стрічкою. Це уособлення обітниць, нерозривності шлюбу та духовної єдності.

## Традиційні пісні
- "Горіла сосна, палала"
- "Бджоли"
- "Несе Галя воду"
- "Била мене мати"
- "Ой у вишневому саду"
- "А калина не верба"
- "Ой на горі два дубки"

## Місця проведення
- Церква
- Цивільний шлюб

## Похорони
У деяких регіонах України дівчат, які померли безшлюбними, ховали у весільному вбранні. Це пов’язано з народними уявленнями про незавершеність дівочої долі, якщо шлюб так і не відбувся.
Східне християнство — найпоширеніша релігія в Україні, і поховальні обряди тут мають суворі правила. Особливе значення надається періоду жалоби, адже вважається, що душа померлого блукає землею протягом 40 днів. У цей період проводяться обряди та церемонії вшанування покійного.
Вірять, що на третій день душа остаточно залишає тіло, на дев’ятий день — прощається з тілом, а на сороковий тіло остаточно відходить у небуття. Саме сороковий день вважається особливо важливим і траурним.
Однією з найважливіших і найбільш символічних частин українського похорону є підготовка тіла, куди входить омивання — щоб очистити людину від гріхів земного життя. Зазвичай це роблять рідні або близькі друзі, адже за українською традицією родина має піклуватися про одного з них до самого кінця.
Після цього тіло вбирають у чистий білий одяг, що символізує духовне оновлення. Потім покійного кладуть у домовину в родинному домі, де тіло перебуває кілька днів до поховання.
Останній етап — прощальна ніч (помини), яка відбувається напередодні похорону і триває всю ніч. У цей вечір рідні та друзі збираються в домі, моляться, співають похоронні пісні, журяться й вшановують пам’ять померлого.

## Весілля в літературі
- "Наталка Полтавка" — українська п'єса Івана Котляревського.
- Вистава "Українське весілля"  — вперше поставлена в 1851 році, Семен Гулаком-Артемовський у ролі тестя.

## Зовнішні посилання
- Wedding at the Encyclopedia of Ukraine
- Wedding songs at the Encyclopedia of Ukraine
- Dr. Natalie Kononenko. Ukrainian Village Weddings; Collected in Central Ukraine, 1998 SEEFA Journal, vol.4, no.1 Spring 1999 pp. 65–72
- Wedding Traditions in Ukraine University of Alberta Museums
- Orysia Paszczak Tracz. Vesillia: Ukrainian weddings in Manitoba over the last century Part I. The Ukrainian Weekly, October 27, 2002.
- Orysia Paszczak Tracz. Vesillia: Ukrainian weddings in Manitoba over the last century Part II. The Ukrainian Weekly, November 3, 2002.
- Nancy Millar.  Once Upon a Wedding: Stories of Weddings in Western Canada, 1860-1945. Bayeux Arts, 2000. ISBN 1-896209-33-5ISBN 1-896209-33-5
- Dzvinka Kachur. Traditional Hutsul wedding in Western Ukraine. Welcome to Ukraine magazine.
- Welcome to a wedding, Central Ukrainian style! Welcome to Ukraine magazine.

Шаблон:Wedding